# Staffin Island
Staffin Island är en ö i Storbritannien.   Den ligger i kommunen Highland och riksdelen Skottland, i den nordvästra delen av landet, 800 km nordväst om huvudstaden London. Arean är 22,0 kvadratkilometer.
Terrängen på Staffin Island är lite kuperad. Öns högsta punkt är 953 meter över havet. Trakten runt Staffin Island består i huvudsak av gräsmarker.